# Christine Johanna Buisman
Christine Johanna Buisman (Ljouwert, 22 de març de 1900 - Amsterdam, 27 de març de 1936) va ser una botànica i micòloga neerlandesa. Va dedicar la seva curta carrera a la investigació de les malalties micòtiques de l'om i a la selecció de plàntules d'om resistents.
El 1927, Buisman va proporcionar la prova final que el Graphium ulmi (més tard anomenat Ophiostoma ulmi) era l'agent causal de la malaltia, i va tancar la controvèrsia que havien mantingut els científics holandesos i alemanys des del 1922.

## Biografia
Molt aviat s'havia interessat per la història natural, i també havia mostrat interès en les llengües antigues. El 1919 va començar els seus estudis de biologia a la Universitat d'Amsterdam, centrada aleshores especialment a la flora dels nostres mars i oceans, i va fer l'examen de doctorat el 1925.
La doctora Christine Buisman va començar la seva recerca el 1927 amb una extensa investigació de dos anys sobre les malalties de l'om. El 1930 ja era la investigadora del comitè nacional creat per resoldre la malaltia de l'om.
Buisman va desenvolupar el mètode d'inoculació per a la detecció de resistència d'un gran nombre de plantes d'om i el 1932 va descobrir la forma generativa del fong, Ceratostomella ulmi.

## Llegat i memòria
El primer clon d'om resistent obtingut als Països Baixos va ser anomenat en honor seu Ulmus Minor Christine Buisman; era el 1937, després de la seva prematura mort l'any anterior.
Poc després de la seva mort, els pares de Buisman van inaugurar la Christine Buisman Foundation, destinada a contribuir a les despeses de les dones holandeses estudiants de biologia que han de fer estudis a l'estranger.

## Algunes publicacions
- Buisman, CJ. 1927. Root rots caused by Phycomycetes. Mededelingen uit het Phytopathologisch Laboratorium ‘Willie Commelin Scholten' 11: 1-51, 12 figs.
- The Cause of the Elm Disease
- Ceratostomell aumi, the Sexual Form of Graphium ulmi
- On the Occurrence of Ceratostomella ulmi Busiman in Nature